# إيان لوري
إيان لوري (بالإنجليزية: Ian Lowry)‏ مواليد 22 سبتمبر 1986 في مقاطعة داون، هو متسابق دراجات نارية أيرلندي. نافس في بطولة العالم للسوبربايك وبطولة العالم للسوبرسبورت.

## وصلات خارجية
- إيان لوري على موقع WorldSBK.com (الإنجليزية)

- الموقع الإلكتروني